# 宮粉羊蹄甲

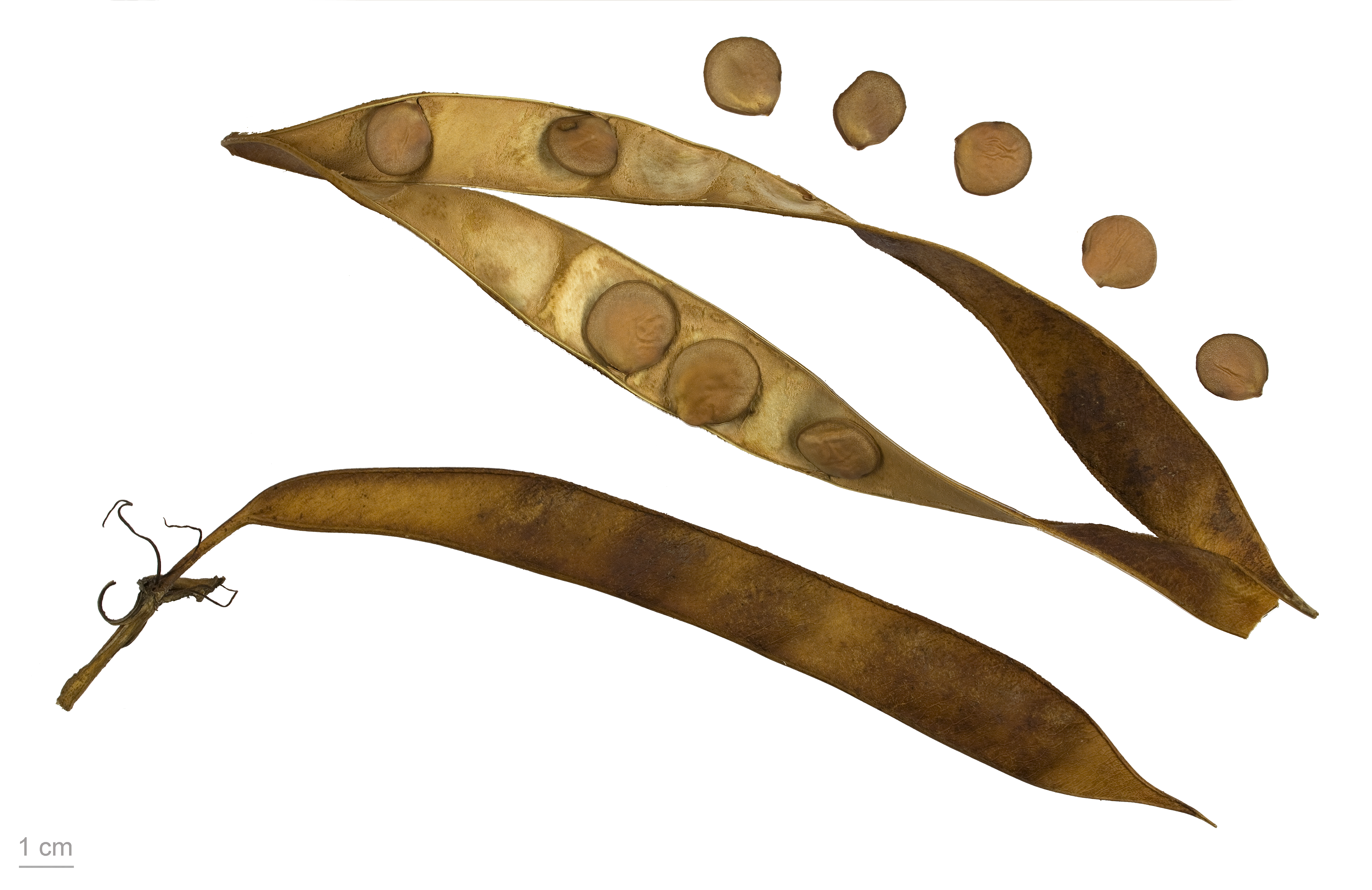
Bauhinia variegata

宮粉羊蹄甲（学名：Bauhinia variegata）是一種豆科蘇木亞科羊蹄甲屬的有花植物，為一種落葉小喬木，俗稱蘭花木、印度櫻花、南洋櫻花、馬蹄豆、白花洋紫荊。原產於中國南部、台灣、印度及馬來半島。宮粉羊蹄甲於每年3月至5月落葉後開花，花有5枚粉紅色的花瓣，其中1枚有深紅色條紋。而不少人將此花與同屬羊蹄甲屬的洋紫荊混淆，主要分別在於後者開花期不同，洋紫荊的開花期為秋天（11月前後）並且在開花時葉茂盛。
花、花芽、嫩葉及幼果可供食用入藥，根皮煎劑可治療消化不良。
宮粉羊蹄甲經常與兩個同屬品種紅花羊蹄甲（Bauhinia purpurea）和洋紫荊（Bauhinia × blakeana）混淆，詳見羊蹄甲屬#名稱混淆。

## 形態特徵
宮粉羊蹄甲是落葉小喬木，株高4-6公尺，樹身可達7米高度，分枝多，葉子稀疏，樹身上無毛。單葉互生，腎形2裂基部心形，葉脈11至13條，由葉基部呈放射形伸展，淺綠色葉面光滑。
總狀花序頂生或腋生，花萼管狀，花瓣5片，粉紅或淡紫色，花盛開於落葉之後，從淡紅變成紫色。具不同品種：有黃花羊蹄甲、白花羊蹄甲等。具有香氣，具發育雄蕊5枚，花期由2月至5月。生長緩慢，栽培2-3年才開花，喜歡溫暖氣候，不挑土壤，病蟲害少、栽種容易。